# Sune Andersson
Sune Andersson (* 22. Februar 1921 in Södertälje; † 29. April 2002 in Solna) war ein schwedischer Fußballnationalspieler und -trainer.

## Laufbahn
Andersson spielte ab 1934 bei Ekerö IK, ehe er 1939 zu Hagalunds IS wechselte. 1946 ging er zu AIK Solna, wo er am 1. September in der Allsvenskan beim 0:0-Unentschieden bei IS Halmia debütierte. Eine Woche später gelang dem Abwehrspieler, der sowohl als Mittel- als auch als Außenläufer eingesetzt wurde, gegen Degerfors IF sein erstes Erstligator. Ab 1948 war er Mannschaftskapitän und konnte 1949 den Sieg des Svenska Cupen feiern. 1950 verließ er den Verein nach vier Spielzeiten, in denen er 82 Mal auflief und 18 Tore schoss, und wechselte wie viele seiner Landsleute nach Italien. Bevor er Profi im Ausland wurde, arbeitete er als Monteur für eine Telegrafenfirma und Pelzhändler.
Ab 1950 bestritt Andersson 59 Spiele in der Serie A für AS Rom, wo er mit seinen Landsmännern Stig Sundqvist und Knut Nordahl zusammenspielte. Dabei gelangen ihm zwölf Tore. 1952 kehrte er nach Schweden zurück und arbeitete ab 1953 als Trainer bei Iggesunds IK. Ab 1955 betreute er IFK Eskilstuna. 1956 kehrte er wieder als Spieler für den Verein auf den Platz zurück und bestritt bis 1958 30 weitere Spiele in der Allsvenskan, wobei ihm zwei Tore gelangen. Anschließend ging er zu Kalmar FF in die Division 2, wo er bis 1961 arbeitete. 1962 bis 1963 war er bei Finspångs AIK tätig, 1964 ging er zum Södertälje SK, die in die Division 2 aufgestiegen waren. 1969 kehrte er zu Hagalunds IS zurück, wo er in der Division 4 tätig war. 1971 beendete er hier seine Laufbahn.
Andersson war zwischen 1947 und 1950 28 Mal schwedischer Nationalspieler. Er schoss drei Tore für die Landesauswahl. Bei den Olympischen Spielen 1948 gewann er mit der Mannschaft die Goldmedaille, bei der Weltmeisterschaft 1950 wurde er Dritter. Nach seinem Wechsel nach Italien wurde er nicht mehr in der Nationalmannschaft berücksichtigt, da Profispieler vom Verband ausgeschlossen wurden.